# Алфа хидроксилна киселина
Алфа хидроксилне киселине спадају у групу карбоксилних киселина које осим што имају функционалну карбоксилну групу -COOH, на сусједном C атому имају и хидроксилну групу -OH. Могу се наћи у природи, или могу се синтетизовати при чему неке од њих налазе примјену у козметичкој индустрији.
Алфа хидроксилне киселине често имају све особине које имају карбоксилне киселине (дисоцијација, формирање соли, естерификација итд.), али такође имају и особине које имају алкохоли (оксидација, формирање етара итд.).
Многе алфа хидроксилне киселине се користе у органској синтези као градивни блокови. Најједноставније и најчешће АХА киселине су: гликолна киселина, млијечна киселина, лимунска киселина, бадемова киселина (фенил-гликолна киселина), винска киселина, јабучна киселина.

## Примјена у козметичке сврхе
Алфа хидроксилне киселине налазе примјену као састојци козметичких препарата, као што су препарати за акне, против старења, за изглед коже или пилинг лица. У козметичкој индустрији се често називају воћним киселинама.